# Ли Нань
Ли Нань (кит. упр. 李楠; род. 25 сентября 1974 года, Харбин, Хэйлунцзян) — китайский профессиональный баскетболист, игравший на позиции лёгкого форварда. Всю игровую карьеру посвятил одному клубу — «Баи Рокетс». С 2017 по 2019 года являлся одним из тренеров сборной Китая.

## Карьера

### Клубная
В 1989 года Ли Нань поступил в спортивный колледж города Далянь, с 1988 года играл за юношескую команду Пекинского военного округа. Всю карьеру провел в одном клубе Китайской баскетбольной ассоциации «Баи Рокетс», который располагался в Нинбо, Чжэцзян. Практически всю карьеру отыграл на позиции лёгкого форварда. Отличался стабильным трёхочковым броском. В 2009 году закончил профессиональную карьеру баскетболиста и начал тренерскую.

### Международная
В 1991 году начал выступать за молодежную сборную страны. В 1996 году впервые приглашен в первую команду. В составе национальной сборной Китая выступал на Олимпийском турнире 1996, 2000, 2004 и 2008 годов.
В 2017 году было объявлено, что Ли будет одним из двух действующих тренеров национальной сборной КНР, условной команды «Красных», тогда как команду «Синих» возглавит Ду Фэн. Команда будет принимать участие в домашнем чемпионате мира 2019 года, а также выступит на Олимпиаде 2020 года.

## Достижения
«Баи Рокетс» :
- Чемпион КНР (8): 1994—95, 1995—96, 1996—97, 1997—98, 1998—99, 1999—00, 2000—01, 2006—07

 Мужская сборная Китая :
- Чемпион Азиатских игр : 1998
- Чемпион Азии (4) : 1999, 2001, 2003, 2005